# Oberea reductesignata
Oberea reductesignata är en skalbaggsart som beskrevs av Maurice Pic 1916. Oberea reductesignata ingår i släktet Oberea och familjen långhorningar.
Artens utbredningsområde är Taiwan. Inga underarter finns listade i Catalogue of Life.